# Ludvík Španělský
Ludvík Španělský (Ludvík Antonín Jakub; 25. července 1727, Sevilla – 7. srpna 1785, Ávila) byl infant španělský, kardinál jáhen titulárního kostela Santa Maria della Scala v Římě, arcibiskup toledský a primas španělský, 13. hrabě z Chinchónu, Grand španělský první třídy, známý jako kardinál infant. Narodil se jako syn španělského krále Filipa V. a jeho druhé manželky Alžběty Parmské.
Je uveden v Guinnessově knize rekordů jako nejmladší kardinál vůbec.

## Život
Luis Antonio Jaime de Borbón y Farnesio se narodil jako nejmladší syn španělského krále Filipa V. a jeho manželky Alžběty Parmské. Když mu bylo osm let, byl v roce 1735 jmenován 699. rytířem řádu zlatého rouna a 9. září téhož roku se stal arcibiskupem z Toleda a španělským primasem, 19. prosince také kardinálem-knězem titulárního kostela Santa Maria della Scala (pro hac vice) v Římě. 18. prosince 1754 pro nedostatek zaměstnání opustil kněžský život, vzdal se všech kněžských titulů a důstojenství a přijal titul 13. hraběte z Chinchónu, který mu propůjčil starší bratr Filip.
Když jeho starší nevlastní bratr Ferdinand VI. Španělský zemřel v roce 1759 bezdětný, nárokoval si Ludvík trůn, a to na základě toho, že jako jediný žijící syn Filipa V. stále sídlil ve Španělsku (jeho starší bratr Karel byl neapolsko-sicilským králem a bratr Filip parmským vévodou, oba tedy žili v Itálii). Jakkoli byl jeho nárok platný, Ludvík ztratil následnictví ve prospěch svého nejstaršího bratra Karla, který tak předal neapolsko-sicilské království svému třetímu synovi Ferdinandovi.
Infant Ludvík byl patronem umění a kultury, obdivovatelem hudebníka Luigiho Boccheriniho, architekta Ventury Rodrígueze a malířů Francisca Goyi, Luise Pareta y Alcázar a Charlese Josepha Fliparta.

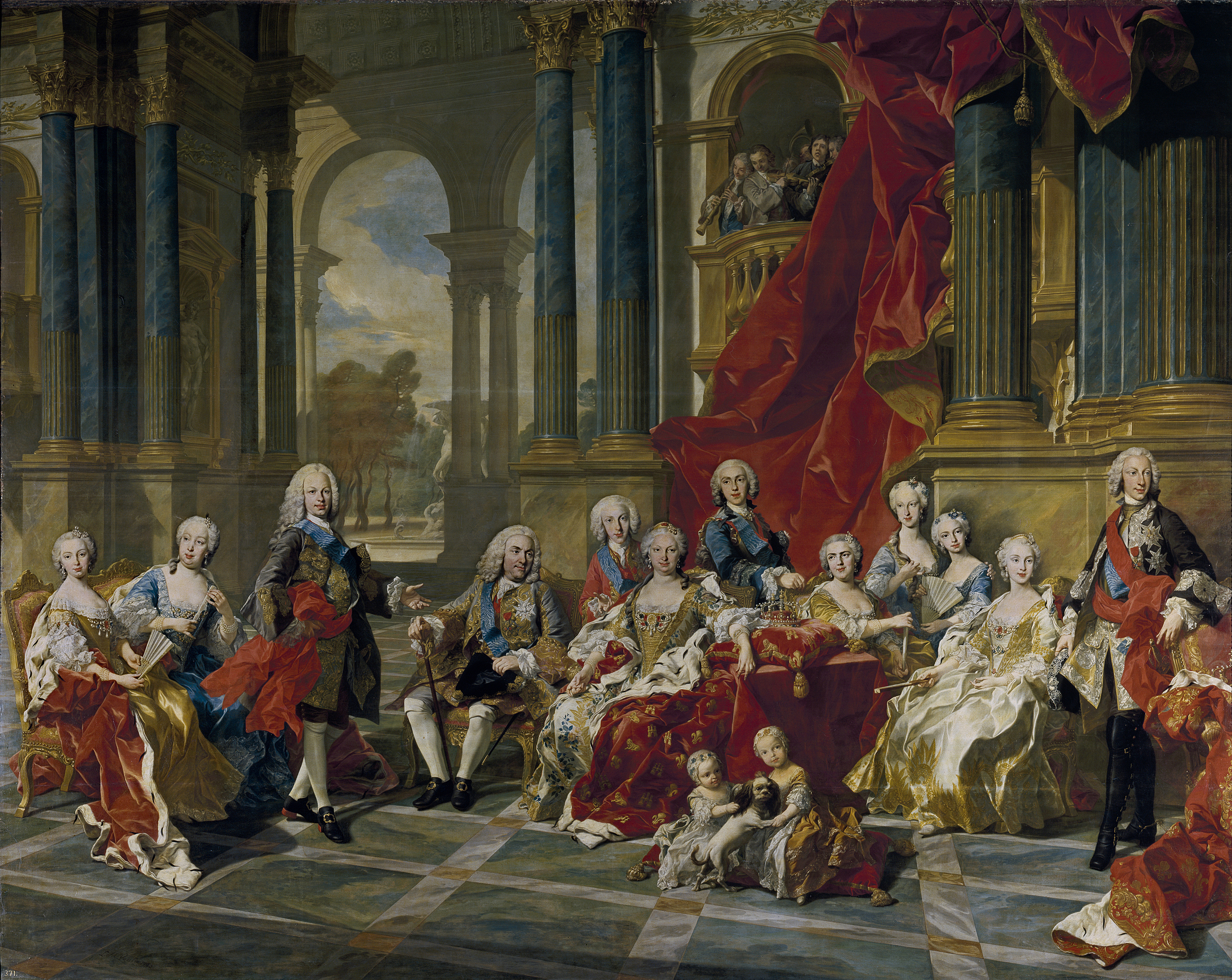
"Rodina Filipa V. Španělského 1743"; (L-P) Mariana Viktorie, princezna z Brazílie; Barbara, kněžna z Asturie; Ferdinand, kníže z Asturie; král Filip V.; Ludvík, hrabě z Chinchónu; Alžběta Parmská; infant Filip; Luisa Alžběta Francouzská; infantka Marie Tereza Rafaela; infantka Marie Antonie; Marie Amálie, královna neapolsko-sicilská; Karel, král neapolsko-sicilský. Dvě děti v popředí jsou princezny Marie Isabela Anna Neapolsko-Sicilská a infantka Isabela Španělská (dcera budoucího parmského vévody)

## Manželství a potomci

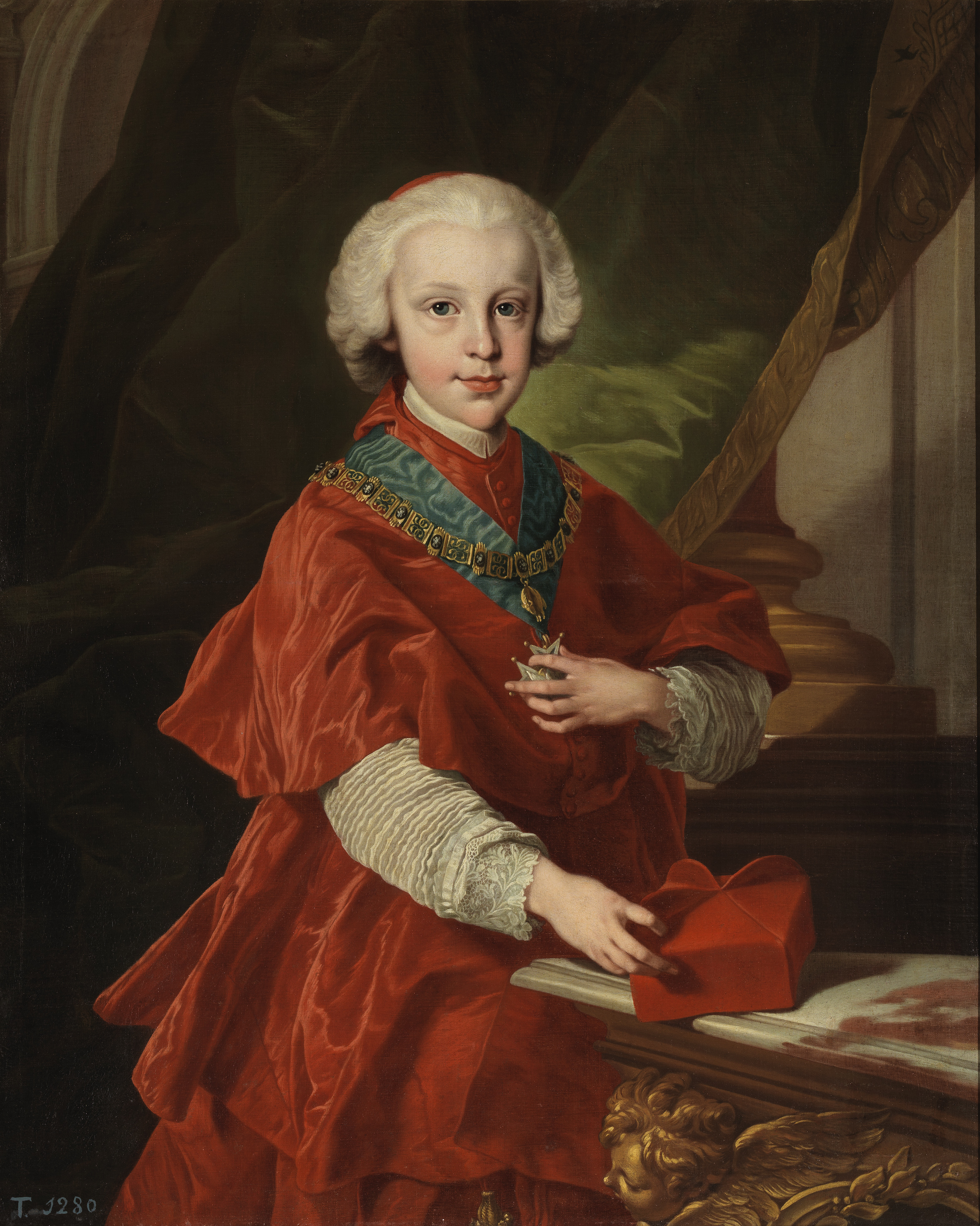
Infant Don Ludvík Španělský, arcibiskup z Toleda a primas Španělska, Louis Michel van Loo

Král Karel III., který se Ludvíka obával, jej vyhnal od madridského dvora. V roce 1776 Ludvík v Olías del Rey uzavřel morganatické manželství s o třicet let mladší aragonskou šlechtičnou Maríou Teresou de Vallabriga. To se králi Karlovi zamlouvalo, protože nyní nemohl Ludvík mít potomky s nárokem na trůn.

### Potomstvo
Protože se Ludvíkovy děti narodily z morganatického manželství, nemohly získat královské tituly, a tak potomci krále Karla byli legitimními španělskými dědici (a to i když se Karlovy děti narodily v Neapoli). Ludvík měl s manželkou čtyři dětiː
- Luis María de Borbón y Vallabriga (22. května 1777 – 19. března 1823), 14. hrabě z Chinchónu, toledský a sevillský arcibiskup
- mrtvě narozené dítě
- María Teresa de Borbón, 15. hraběnka z Chinchónu (6. března 1779 – 23. listopadu 1828), ⚭ 1797 Manuel Godoy (12. května 1767 – 4. října 1851), ministerský předseda Španělska v letech 1792–1797 a 1801–1808, manželé se rozvedli v roce 1808
- María Luisa de Borbón y Vallabriga (21. března 1780 – 1. prosince 1846), ⚭ 1817 Joaquín José de Melgarejo (23. ledna 1780 – 9. dubna 1835), 1. vévoda ze San Fernanda de Quiroga

Král Karel ke svému mladšímu bratrovi cítil velké uznání a oddanost a dokonce i během exilu s Ludvíkem zacházel španělský dvůr docela dobře. Stejně tak miloval svého staršího bratra i Ludvík, a proto později uznal Karla za krále a přijal také vyhnanství. Navzdory tomu zůstal Ludvík zahořklý a smutný z toho, že ztratil možnost být králem. Ludvík zemřel zostuzený ve vyhnanství 7. srpna 1785 ve věku 58 let.

Znak infanta Ludvíka Španělského jako kardinála a arcibiskupa z Toleda
Znak infanta Ludvíka poté, co se vzdal kněžského života
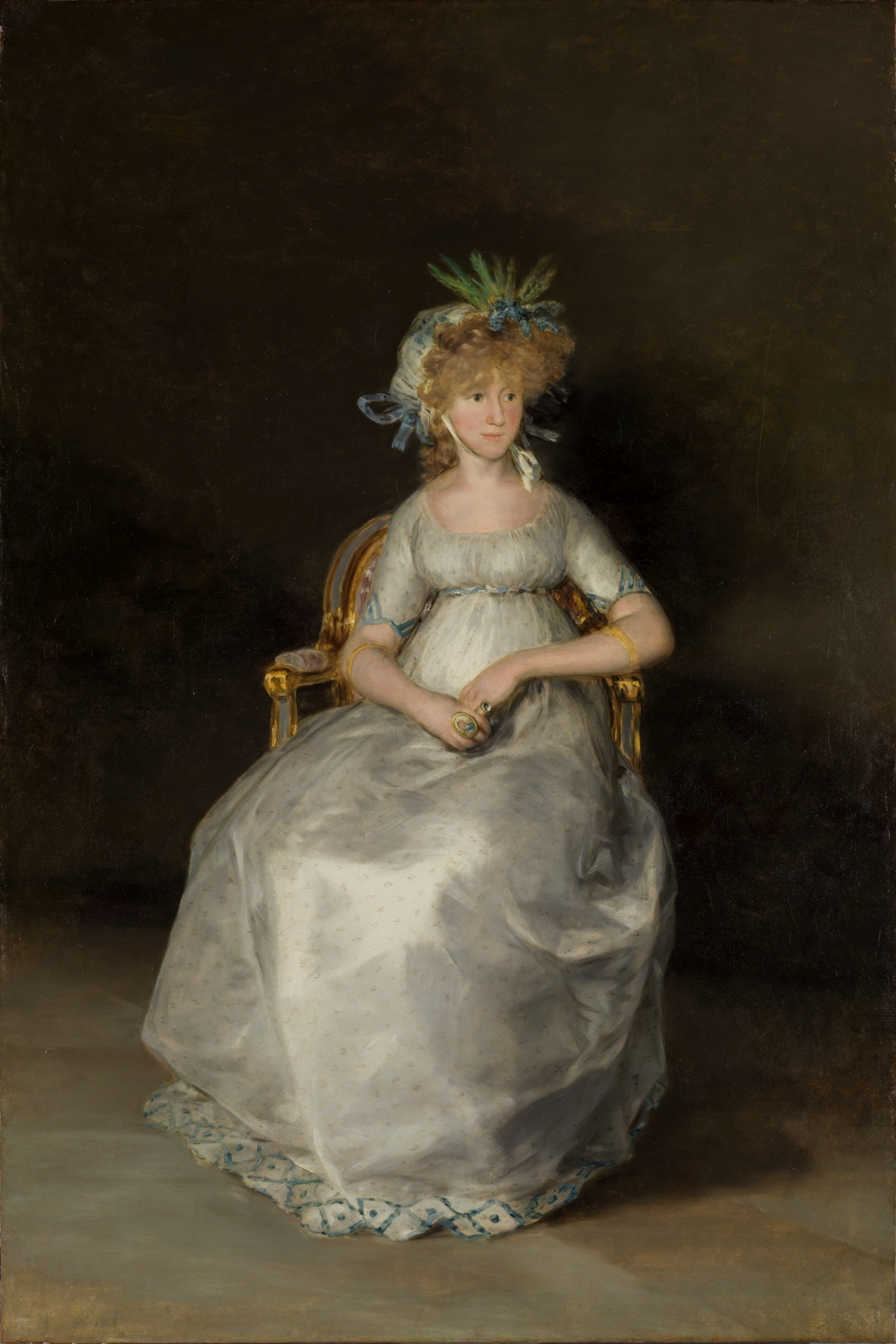
Dona María Teresa - nejstarší dcera
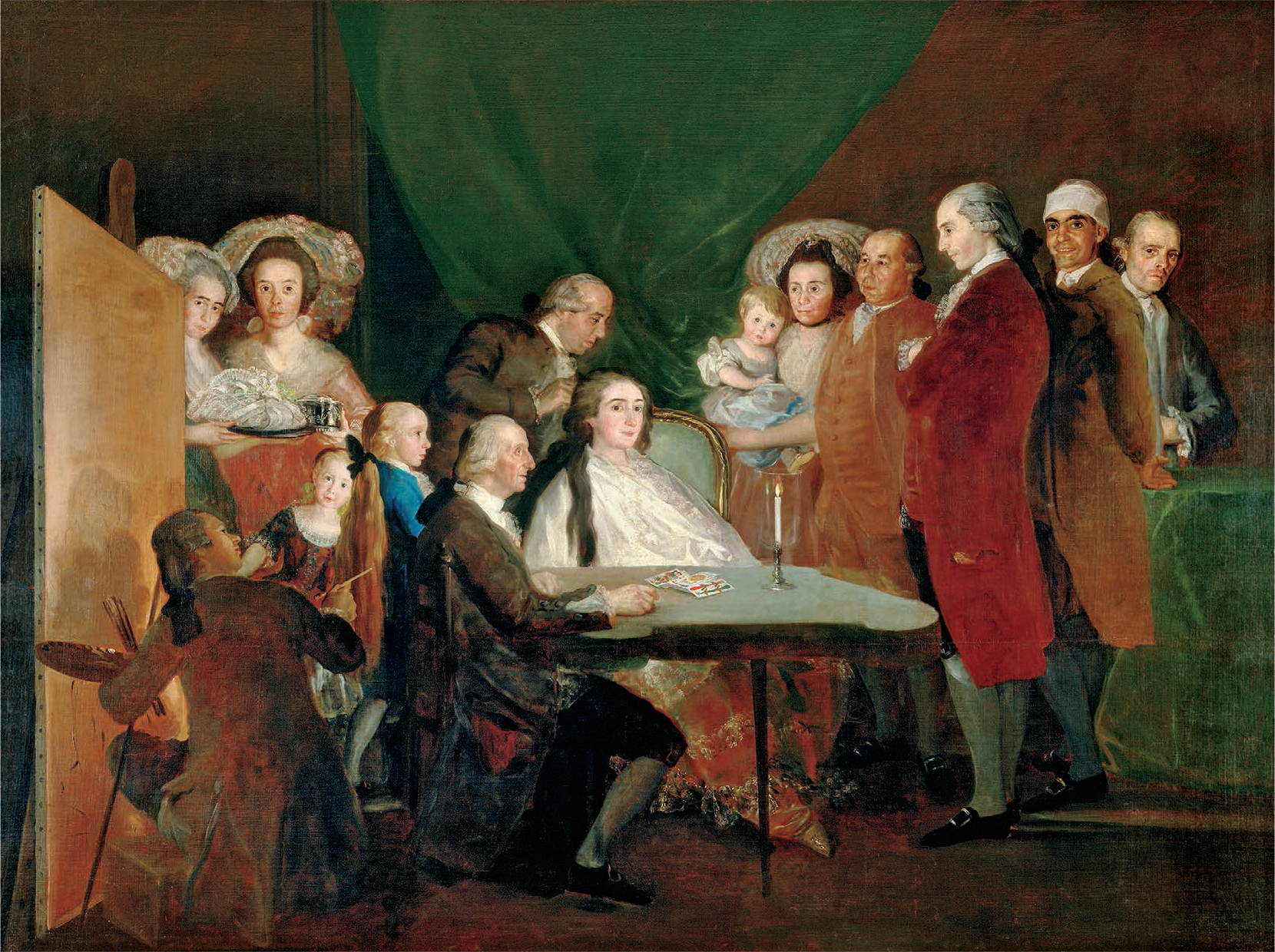
Rodina infanta Dona Ludvíka malována Goyou, 1784

## Vývod z předků
|                  |                                      |  |                    |                                |  |  |  |  |  |  |  | Ludvík XIII. |
|                  |                                      |  |                    |                                |  |  |  |  |  |  |  |              |
|                  | Ludvík XIV.                          |  |                    |                                |  |  |  |  |  |  |  |              |
|                  |                                      |  |                    |                                |  |  |  |  |  |  |  |              |
|                  |                                      |  |                    | Anna Rakouská                  |  |  |  |  |  |  |  |              |
|                  |                                      |  |                    |                                |  |  |  |  |  |  |  |              |
|                  | Ludvík Francouzský                   |  |                    |                                |  |  |  |  |  |  |  |              |
|                  |                                      |  |                    |                                |  |  |  |  |  |  |  |              |
|                  |                                      |  |                    | Filip IV. Španělský            |  |  |  |  |  |  |  |              |
|                  |                                      |  |                    |                                |  |  |  |  |  |  |  |              |
|                  | Marie Tereza Habsburská              |  |                    |                                |  |  |  |  |  |  |  |              |
|                  |                                      |  |                    |                                |  |  |  |  |  |  |  |              |
|                  |                                      |  |                    | Izabela Bourbonská             |  |  |  |  |  |  |  |              |
|                  |                                      |  |                    |                                |  |  |  |  |  |  |  |              |
|                  | Filip V. Španělský                   |  |                    |                                |  |  |  |  |  |  |  |              |
|                  |                                      |  |                    |                                |  |  |  |  |  |  |  |              |
|                  |                                      |  |                    | Maxmilián I. Bavorský          |  |  |  |  |  |  |  |              |
|                  |                                      |  |                    |                                |  |  |  |  |  |  |  |              |
|                  | Ferdinand Maria Bavorský             |  |                    |                                |  |  |  |  |  |  |  |              |
|                  |                                      |  |                    |                                |  |  |  |  |  |  |  |              |
|                  |                                      |  |                    | Marie Anna Habsburská          |  |  |  |  |  |  |  |              |
|                  |                                      |  |                    |                                |  |  |  |  |  |  |  |              |
|                  | Marie Anna Bavorská                  |  |                    |                                |  |  |  |  |  |  |  |              |
|                  |                                      |  |                    |                                |  |  |  |  |  |  |  |              |
|                  |                                      |  |                    | Viktor Amadeus I.              |  |  |  |  |  |  |  |              |
|                  |                                      |  |                    |                                |  |  |  |  |  |  |  |              |
|                  | Jindřiška Adéla Marie Savojská       |  |                    |                                |  |  |  |  |  |  |  |              |
|                  |                                      |  |                    |                                |  |  |  |  |  |  |  |              |
|                  |                                      |  |                    | Kristina Bourbonská            |  |  |  |  |  |  |  |              |
|                  |                                      |  |                    |                                |  |  |  |  |  |  |  |              |
| Ludvík Španělský |                                      |  |                    |                                |  |  |  |  |  |  |  |              |
|                  |                                      |  |                    |                                |  |  |  |  |  |  |  |              |
|                  |                                      |  | Odoardo I. Farnese |                                |  |  |  |  |  |  |  |              |
|                  |                                      |  |                    |                                |  |  |  |  |  |  |  |              |
|                  | Ranuccio II. Farnese                 |  |                    |                                |  |  |  |  |  |  |  |              |
|                  |                                      |  |                    |                                |  |  |  |  |  |  |  |              |
|                  |                                      |  |                    | Markéta Medicejská             |  |  |  |  |  |  |  |              |
|                  |                                      |  |                    |                                |  |  |  |  |  |  |  |              |
|                  | Eduard Parmský                       |  |                    |                                |  |  |  |  |  |  |  |              |
|                  |                                      |  |                    |                                |  |  |  |  |  |  |  |              |
|                  |                                      |  |                    | František I. d'Este            |  |  |  |  |  |  |  |              |
|                  |                                      |  |                    |                                |  |  |  |  |  |  |  |              |
|                  | Isabela d'Este                       |  |                    |                                |  |  |  |  |  |  |  |              |
|                  |                                      |  |                    |                                |  |  |  |  |  |  |  |              |
|                  |                                      |  |                    | Marie Kateřina Farnese         |  |  |  |  |  |  |  |              |
|                  |                                      |  |                    |                                |  |  |  |  |  |  |  |              |
|                  | Alžběta Parmská                      |  |                    |                                |  |  |  |  |  |  |  |              |
|                  |                                      |  |                    |                                |  |  |  |  |  |  |  |              |
|                  |                                      |  |                    | Wolfgang Vilém Neuburský       |  |  |  |  |  |  |  |              |
|                  |                                      |  |                    |                                |  |  |  |  |  |  |  |              |
|                  | Filip Vilém Falcký                   |  |                    |                                |  |  |  |  |  |  |  |              |
|                  |                                      |  |                    |                                |  |  |  |  |  |  |  |              |
|                  |                                      |  |                    | Magdalena Bavorská             |  |  |  |  |  |  |  |              |
|                  |                                      |  |                    |                                |  |  |  |  |  |  |  |              |
|                  | Dorotea Žofie Falcko-Neuburská       |  |                    |                                |  |  |  |  |  |  |  |              |
|                  |                                      |  |                    |                                |  |  |  |  |  |  |  |              |
|                  |                                      |  |                    | Jiří II. Hesensko-Darmstadtský |  |  |  |  |  |  |  |              |
|                  |                                      |  |                    |                                |  |  |  |  |  |  |  |              |
|                  | Alžběta Amálie Hesensko-Darmstadtská |  |                    |                                |  |  |  |  |  |  |  |              |
|                  |                                      |  |                    |                                |  |  |  |  |  |  |  |              |
|                  |                                      |  |                    | Žofie Eleonora Saská           |  |  |  |  |  |  |  |              |
|                  |                                      |  |                    |                                |  |  |  |  |  |  |  |              |